# 利特里姆郡
利特里姆郡（County Leitrim；愛爾蘭語：Contae Liatroma），是愛爾蘭的一個郡，位於愛爾蘭島北部。其海岸線僅3公里長，又為艾倫湖和香農河劃分為南北兩半。歷史上屬康諾特省。郡名的意思是「灰色的山嶺」。
面積1,588平方公里，2006年人口28,837人，是愛爾蘭人口最少的郡。首府香農河畔卡里克。

## 外部連結
- Statusireland.com Leitrim Population Chart (1841–2006)
- http://www.leitrimgaa.ie/ （页面存档备份，存于）